# Ján Bátik
Ján Bátik (17 janvier 1986 à Liptovský Mikuláš en Tchécoslovaquie) est un céiste slovaque pratiquant le slalom.

## Palmarès

### Championnats du monde de canoë-kayak slalom
- 2007 à Foz do Iguaçu,  Brésil
  -  Médaille de bronze en relais 3xC2
- 2009 à La Seu d'Urgell,  Espagne
  -  Médaille d'or en relais 3xC2

### Championnats d'Europe de canoë-kayak slalom
- 2008 à Cracovie  Pologne
  -  Médaille de bronze en relais 3xC2
- 2010 à Čunovo,  Slovaquie
  -  Médaille d'or en relais 3xC2